# Волл Тауншип (Нью-Джерсі)
Волл Тауншип (англ. Wall Township) — селище (англ. township) в США, в окрузі Монмаут штату Нью-Джерсі. Населення — 26 525 осіб (2020).

## Демографія
Згідно з переписом 2010 року, у селищі мешкали 26 164 особи в 10 051 домогосподарстві у складі 7070 родин. Було 10883 помешкання
Расовий склад населення:
| - 93,7 % — білих - 2,4 % — чорних або афроамериканців - 1,6 % — азіатів - 0,2 % — корінних американців |

До двох чи більше рас належало 1,2 %. Частка іспаномовних становила 3,5 % від усіх жителів.
За віковим діапазоном населення розподілялося таким чином: 23,5 % — особи молодші 18 років, 59,4 % — особи у віці 18—64 років, 17,1 % — особи у віці 65 років та старші. Медіана віку мешканця становила 45,0 року. На 100 осіб жіночої статі у селищі припадало 92,2 чоловіків;  на 100 жінок у віці від 18 років та старших — 87,7 чоловіків також старших 18 років.
Середній дохід на одне домашнє господарство  становив 120 952 долари США (медіана — 92 539), а середній дохід на одну сім'ю — 138 774 долари (медіана — 112 218). Медіана доходів становила 86 122 долари для чоловіків та 60 030 доларів для жінок. За межею бідності перебувало 6,5 % осіб, у тому числі 10,0 % дітей у віці до 18 років та 5,0 % осіб у віці 65 років та старших.
Цивільне працевлаштоване населення становило 12 372 особи. Основні галузі зайнятості: освіта, охорона здоров'я та соціальна допомога — 28,2 %, мистецтво, розваги та відпочинок — 10,6 %, науковці, спеціалісти, менеджери — 10,4 %.